# Khami
Khami - stanowisko archeologiczne w południowo-zachodnim Zimbabwe, 5 km na zachód od Bulawayo, od 1986 roku wpisane na listę światowego dziedzictwa UNESCO. 
Zachowały się tu pozostałości przedkolonialnego, afrykańskiego miasta, które rozwinęło w XV wieku po upadku Wielkiego Zimbabwe - ośrodka władzy dominującego wcześniej w tym regionie królestwa Monomotapa. Khami stało się stolicą nowego królestwa Torwa, konkurującego z państwem Mutapa. Znalezione w obszarze wykopalisk przedmioty pochodzące z Chin i Europy dowodzą, że miasto było ważnym ośrodkiem handlowym. 
W XVII wieku stolicę królestwa Torwa przeniesiono do odległego o 80 km na wschód Danangombe. Wkrótce potem władzę przejęła dynastia Changamire, panujące do 1831 roku.
Dzisiejsze stanowisko archeologiczne obejmuje pozostałości kompleksu pałacowego, usytuowanego na wzgórzu ponad dawną osadą, oraz resztki kamiennych fortyfikacji i zdobień na murach obronnych.